# Буторфанол
Буторфанол (англ. Butorphanol, лат. Butorphanolum) — синтетичний лікарський засіб, що належить до групи опіоїдних анальгетиків, та є похідним фенантрену. Буторфанол застосовується переважно парентерально, також як внутрішньовенно, так і внутрішньом'язово, може застосовуватися інтраназально. Буторфанол уперше запатентований у 1971 році в США компанією «Bristol-Myers Squibb», та схвалений для клінічного застосування в 1979 році.

## Фармакологічні властивості
Буторфанол — синтетичний лікарський засіб, що належить до групи опіоїдних анальгетиків та є похідним фенантрену. Механізм дії препарату полягає у стимулюванні κ-підвидів опіатних рецепторів, та в змішаному стимулюванні та інгібуванні μ-підвидів опіатних рецепторів. Наслідком цього є блокування міжнейронної передачі больових імпульсів у різних відділах ЦНС, включно з корою головного мозку. При застосуванні буторфанолу спостерігається виражений знеболювальний ефект, змінюється емоційне забарвлення болю. Буторфанол має майже рівний з іншими опіатами знеболювальний ефект, стимулює центр блювання, має седативний ефект, при його застосуванні спостерігається підвищення системного артеріального тиску та тиску в системі легеневої артерії, має також протикашлеву дію, а також може спричинювати пригнічення дихання. При застосуванні препарату менше, ніж при застосуванні інших опіоїдів, стимулюється моторика травного тракту та у гепатобіліарній зоні. Проте при застосуванні буторфанолу часто розвивається залежність, зокрема частіше ніж при застосуванні налбуфіну, хоча й менша, ніж при застосуванні морфіну. Буторфанол застосовується при больовому синдромі різного генезу, у тому числі для премедикації перед операціями та під час операції, у післяопераційному періоді, злоякісних пухлинах, при мігрені, для знеболення пологів, при ниркових кольках та значних травмах. Буторфанол включений до складу аптечок для надання невідкладної медичної допомоги для автомобілів, та входить до складу аптечки для військовослужбовців. При застосуванні буторфанолу спостерігається відносно менше побічних ефектів, ніж при застосуванні інших опіатів.

### Фармакокінетика
Буторфанол швидко й добре всмоктується після парентерального введення, після перорального застосування його всмоктування значно повільніше. Біодоступність препарату становить 100 % при парентеральному застосуванні, при інтраназальному застосуванні вона становить 60—70 %, при пероральному застосуванні становить лише 17 %. Максимальна концентрація препарату в крові досягається протягом 0,5—1 години після внутрішньом'язового введення, максимальна знеболювальна дія спостерігається за 1—2 години після введення препарату. Препарат добре (на 80 %) зв'язується з білками плазми крові. Буторфанол проникає через гематоенцефалічний бар'єр, через плацентарний бар'єр, та виділяється в грудне молоко. Метаболізується препарат у печінці з утворенням неактивних метаболітів. Виводиться препарат із організму у вигляді метаболітів переважно із сечею, частково з жовчю, незначна частина виводиться з фекаліями. Період напіввиведення буторфанолу становить 4,7-6,6 годин.

## Покази до застосування
Буторфанол застосовується при больовому синдромі різного генезу, у тому числі для премедикації перед операціями та під час операції, у післяопераційному періоді, злоякісних пухлинах, при мігрені, для знеболення пологів.

## Побічна дія
Буторфанол позиціонується як препарат, при застосуванні спостерігається менша кількість побічних ефектів, ніж при застосуванні інших наркотичних анальгетиків ряду опіоїдів, найчастішими з яких є пригнічення дихання, сонливість, запаморочення, ейфорія, порушення гостроти зору, затримка сечопуску, гіпергідроз, нудота, кропив'янка. Іншими побічними явищами при застосуванні препарату в рідких випадках можуть бути головний біль, загальмованість, сплутаність свідомості, порушення рівноваги, парестезії, кропив'янка, артеріальна гіпертензія або гіпотензія, тахікардія, бронхоспазм, галюцинації, незвичні сновидіння, шкірний висип, свербіж шкіри; при інтраназальному застосуванні можуть також спостерігатися безсоння, набряк слизової оболонки носа.

## Протипокази
Буторфанол протипоказаний при підвищеній чутливості до препарату, важких порушеннях функції печінки або нирок, особам у віці менш ніж 18 років.

## Форми випуску
Буторфанол випускається у вигляді ампул по 1 та 2 мл 0,2 % розчину, шприц-тюбиках по 1 мл; та 1 % аерозолю для інтраназального застосування.

## Застосування у ветеринарії
Буторфанол застосовується у ветеринарії для знеболення або оперативних втручаннях у коней, собак і котів.